# صنعت غذایی

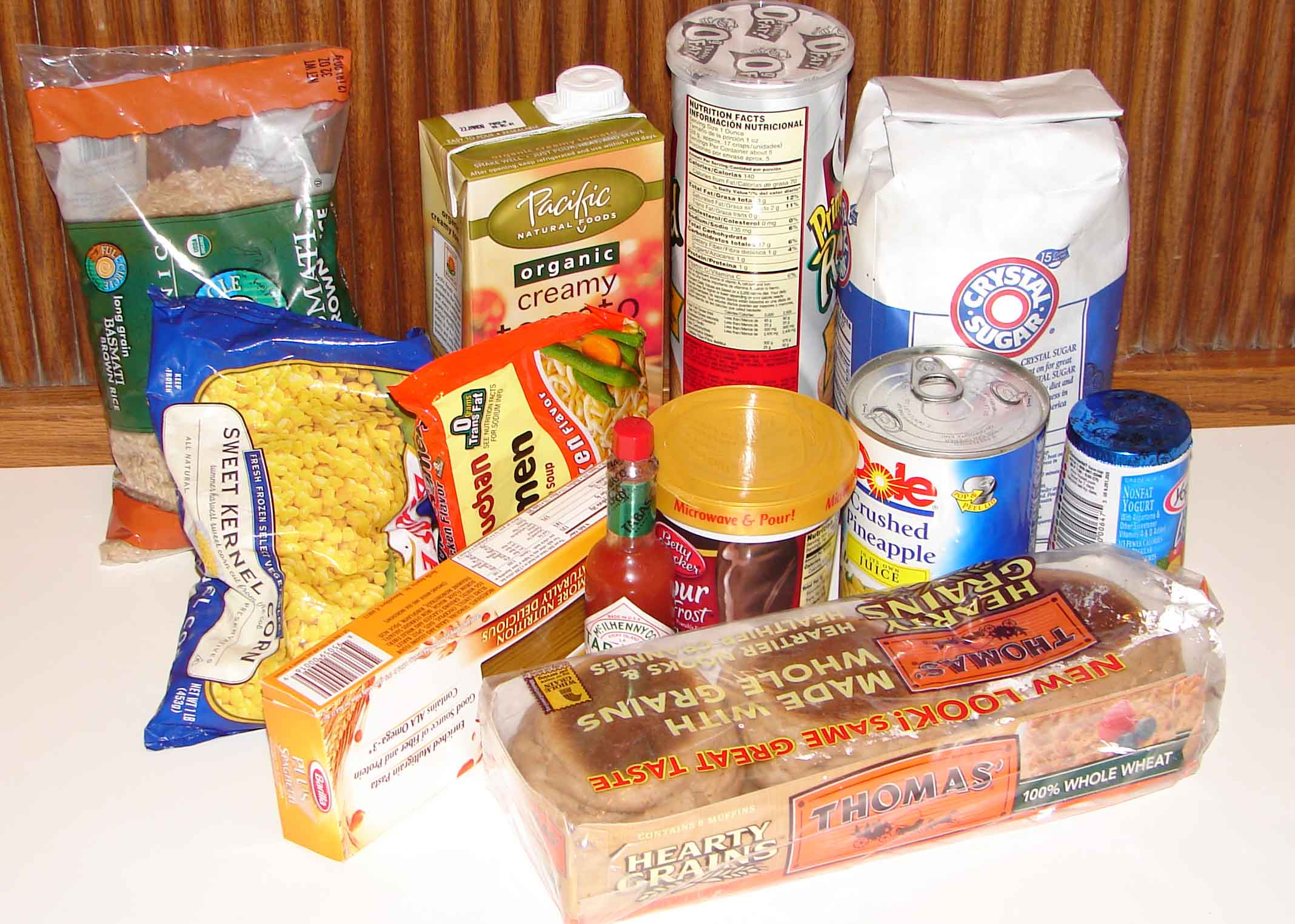
گونه‌هایی از محصولات غذایی

صنعت غذایی (به انگلیسی: Food industry) یک شبکه پیچیده و جهانی از مشاغل گوناگون است که بیشتر مواد غذایی مصرفی مردم جهان را تأمین می‌کند. عبارت «صنایع غذایی» مجموعه‌ای از فعالیت‌های صنعتی را شامل می‌شود که در تولید، پخش، تبدیل، تهیه، نگهداری، ترابری، صدور گواهینامه، فرآوری و بسته‌بندی مواد غذایی فعالیت دارند.

صنعت غذا امروزه بسیار گوناگون شده‌است و تولیدات آن از فعالیت‌های کوچک، سنتی و خانوادگی که بسیار پرمشغله هستند گرفته تا فرآیندهای صنعتی بزرگ، سرمایه‌بر و مکانیزه بسیار گسترده‌است. بسیاری از صنایع غذایی تقریباً به‌طور کامل به محصولات کشاورزی و دامپروری محلی یا ماهیگیری بستگی دارند.

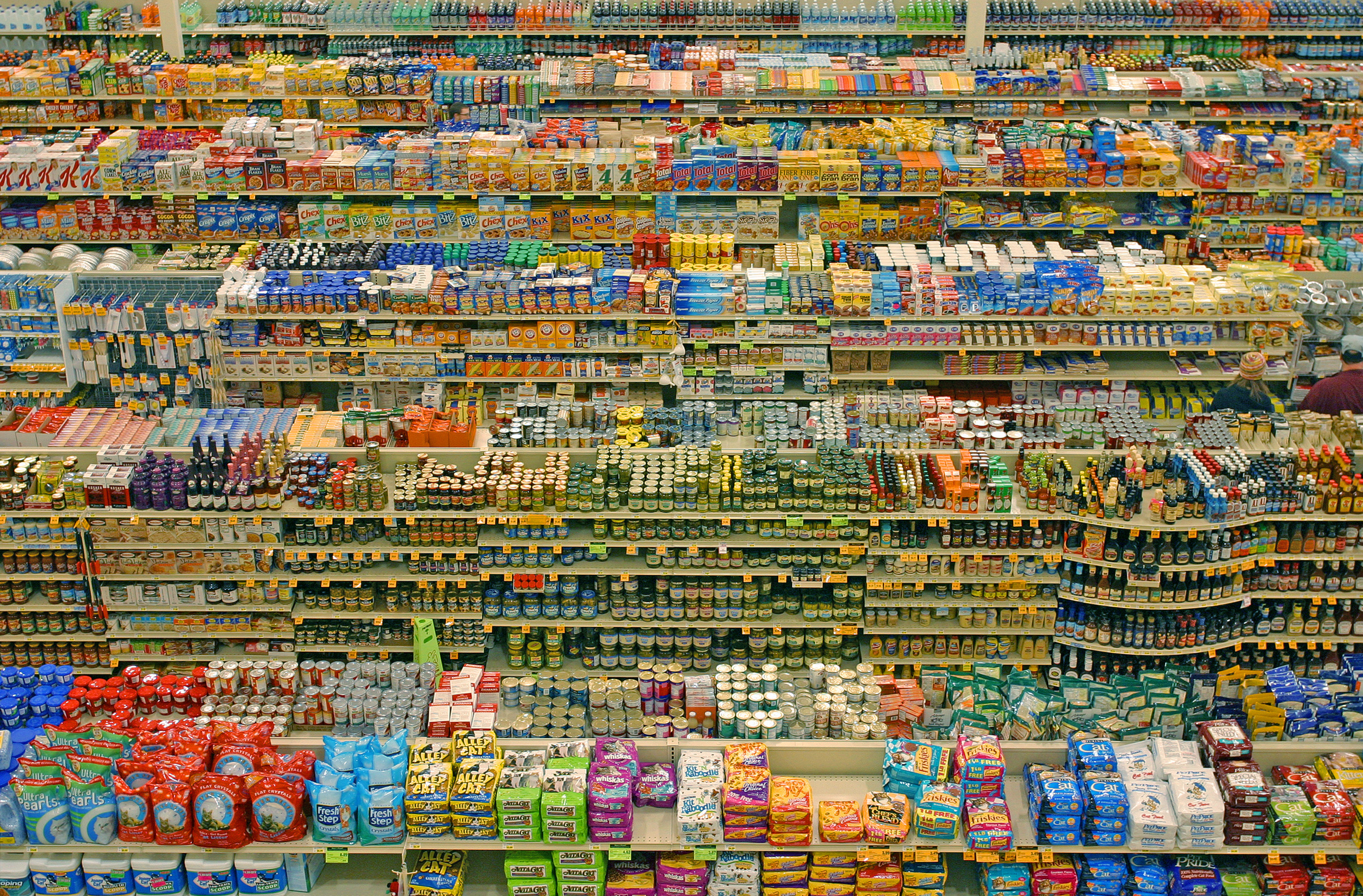
راهروهای مواد غذایی در یک فروشگاه مواد غذایی آمریکایی.

یافتن راهی فراگیر برای پوشش دادن همه جنبه‌های تولید و فروش مواد غذایی چالش‌برانگیز است. سازمان استاندارد مواد غذایی انگلستان آن را به عنوان «همه صنعت غذا - از کشاورزی و تولید، بسته‌بندی و پخش مواد غذایی گرفته تا خرده فروشی و تهیه غذا» توصیف می‌کند. سازمان پژوهش‌های اقتصادی وزارت کشاورزی ایالات متحده آمریکا برای توصیف همان مورد از اصطلاح نظام غذایی استفاده می‌کند و می‌گوید: "نظام غذایی ایالات متحده، شبکه پیچیده‌ای از کشاورزان و صنایعی است که به آن‌ها پیوند دارند. این پیوندها شامل سازندگان تجهیزات کشاورزی و مواد شیمیایی نیز می‌شود. این سامانه همچنین شامل صنایع بازاریابی غذایی است که مزارع را به مصرف‌کنندگان متصل می‌کند و شامل فرآوران مواد غذایی و فیبر، عمده‌فروشان، خرده‌فروشان و مؤسسات خدمات مواد غذایی است. صنایع غذایی شامل موارد زیر است:
- کشاورزی: کشت محصولات کشاورزی، پرورش دام و غذاهای دریایی
- تولید: محصولات شیمیایی کشاورزی، ساخت‌وساز کشاورزی، تجهیزات و ماشین‌آلات کشاورزی، تولید بذر و غیره
- فرآوری مواد غذایی: تهیه محصولات تازه برای بازار و تولید محصولات غذایی آماده
- بازاریابی: تبلیغ محصولات عمومی (به عنوان مثال شیر)، محصولات جدید، تبلیغات، پویش‌های بازاریابی، بسته‌بندی، روابط عمومی و غیره
- عمده‌فروشی و توزیع مواد غذایی: تدارکات، ترابری، انبارداری
- خدمات غذایی (شامل پذیرایی)
- دکه بقالی، بازارهای کشاورزان، بازارهای عمومی و دیگر خرده فروشی‌ها
- مقررات: قوانین و مقررات محلی، منطقه‌ای، ملی و بین‌المللی برای تولید و فروش مواد غذایی، از جمله کیفیت غذا، امنیت غذایی، ایمنی غذا، بازاریابی / تبلیغات و فعالیت‌های لابی‌گری در صنعت
- تحصیلات: دانشگاهی، مشاوره‌ای، شغلی
- تحقیق و توسعه: فناوری غذایی
- خدمات مالی: اعتبار، بیمه

از شرکت‌های برتر در صنعت غذا گاهی به‌عنوان "Big Food" یاد می‌شود، اصطلاحی که توسط نویسنده نیل همیلتون ابداع شده‌است.